# Hitoshi Sasaki (Fußballspieler, 1891)
Hitoshi Sasaki (jap. 佐々木 等, Sasaki Hitoshi; * 1891 in der Präfektur Fukushima; † 23. Juli 1982 in Tokio) war ein japanischer Fußballspieler und -trainer.

## Karriere
Sasaki spielte in der Jugend für die Höhere Normalschule Tokio. 1921 betreute er die japanische Fußballnationalmannschaft bei den Far Eastern Championship Games 1921 in Shanghai (1:3 gegen die Philippinen, 0:4 gegen die Republik China). Am 23. Juli 1982 starb er in Tokio im Alter von 91 Jahren.